# Kolosy
Kolosy – wieś sołecka w Polsce położona w województwie świętokrzyskim, w powiecie kazimierskim, w gminie Czarnocin.
W latach 1975–1998 miejscowość administracyjnie należała do województwa kieleckiego.

## Części wsi
| SIMC    | Nazwa   | Rodzaj    |
| ------- | ------- | --------- |
| 0235878 | Kosówka | część wsi |

## Historia

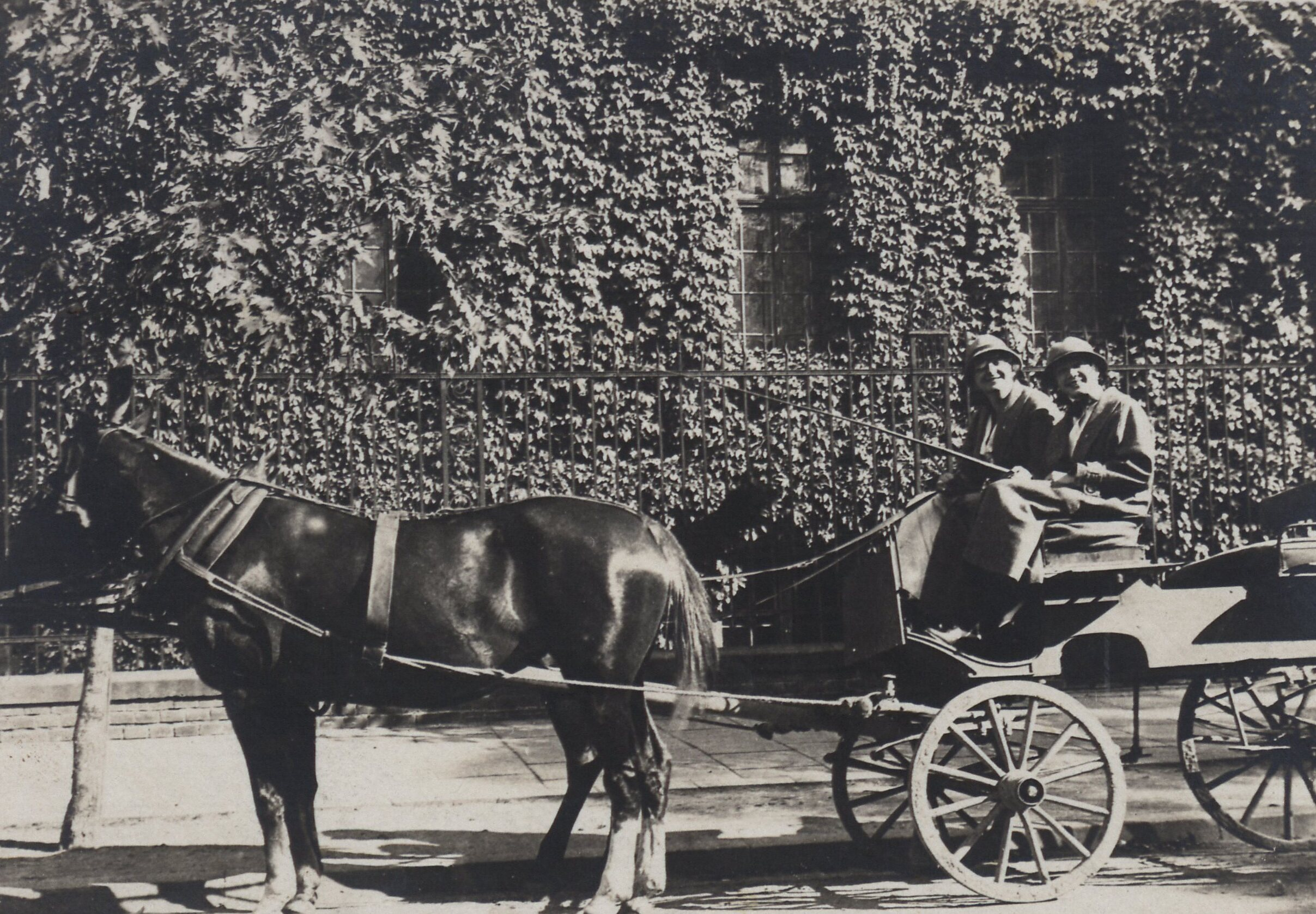
Dwór w Kolosach, 1921

Pierwsza wzmianka o Kolosach pojawia się u Długosza – wieś Colossi. W XIV i XV wieku własność Kurozwęckich. W 1370 roku król Kazimierz III Wielki przeniósł Kolosy na prawo niemieckie. Były one wówczas własnością Krzesława z Chodowa. Z rąk Kurozwęckich Kolosy przeszły pod władanie Dobiesława Kmity (XV w.).
W XVI wieku wieś licząca 13 kmieci oraz 6 i pół łana, była we władaniu Piotra Królewskiego.
W 1654 roku Rupniewscy wznieśli tu zbór ariański.
W 1827 roku było tu 37 domów i 271 mieszkańców.
W połowie XVI wieku majątek ziemski Kolosy nabył Łukasz Dąmbski. Dobra Kolosy składały się z folwarków Kolosy i Kosówka, a także wsi Kolosy. Wielkość dóbr wynosiła 571 mórg, ponadto znajdował się tam młyn wodny, staw, pokłady kamienia budowlanego.
- Według spisu z roku 1921, Kolosy wieś i folwark spisane łącznie posiadały domów 83 mieszkańców 487.[7]

- W 1997 roku wieś liczyła 133 domy i 494 mieszkańców.

## Znaleziska archeologiczne
W Kolosach – 100 m na wschód od kurhanu z figurą Chrystusa znajduje się, już praktycznie niewidoczny, rozorany kopiec. Odkryto pod nim niezwykły rodzaj grobu – tzw. grób szybowy. Pionowy korytarz o długości około 1,5 m prowadził do wydrążonej pod ziemią obszernej niszy, w której złożony był zmarły, wyposażony między innymi w piękny topór z serpentynu. Grób ten pochodzi z około 1500 roku przed naszą erą. Znaleziony toporek można oglądać w Muzeum Narodowym w Kielcach.

## Zabytki

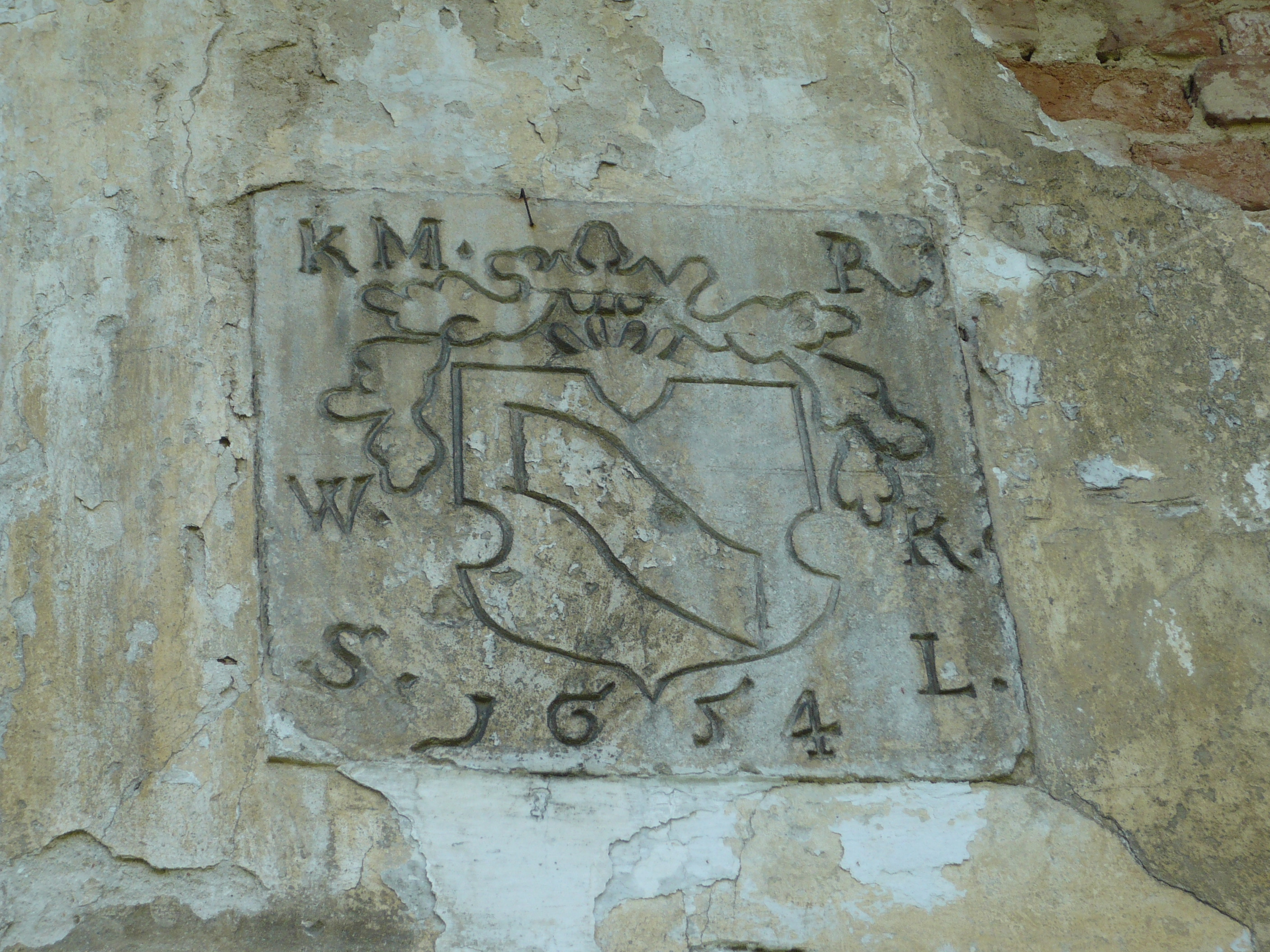
Herb Szreniawa nad wejściem do zboru

- zbór ariański z 1569 r., przebudowany w XVIII w., wpisany do rejestru zabytków nieruchomych (nr rej.: A.180 z 29.01.1958 i z 8.05.1971)[8]. Nad wejściem herb Szreniawa z datą 1654 r.
- figurka Chrystusa
- figurka Najświętszej Maryi Panny
- dwa kurhany sprzed około 3500 lat